# عمق الحقل

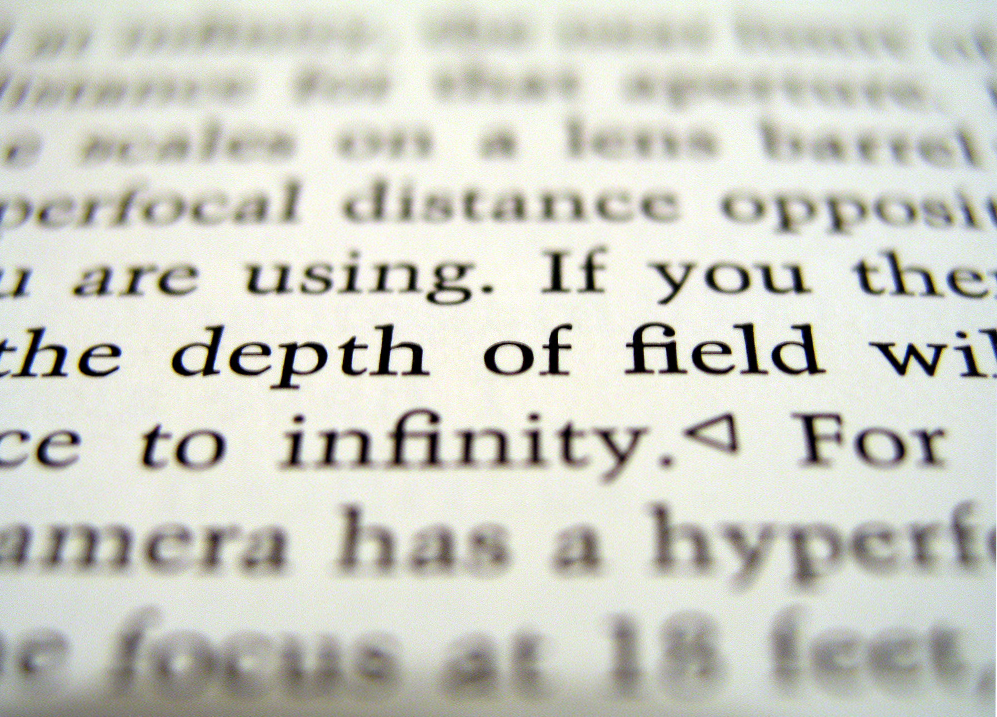
عمق الحقل صغير جدا

عمق الحقل أو عمق المجال أو الغبش البعدي (بالإنجليزية: Depth of field)‏ وفي بعض الأحيان يطلق عليه العزل (أي عزل جزء معين من الصورة بإظهاره حاد التفاصيل وإظهار الخلفية مبهمة التفاصيل) هو المسافة داخل الصورة التي تكون فيها الأشياء واقعة في بؤرة العدسة فتكون واضحة وحادة التفاصيل.
عندما تكون أغلب الأشياء في الصورة واضحة فأن عمق الحقل يكون كبيرا ويستخدم هذا النوع لتصوير المشاهد الطبيعية أو الحياة الصامتة، والعكس إذا كان جزء فقط من الصورة واضحا وبقية الصورة ضبابية فأن عمق الحقل يكون صغيرا ويستخدم هذا لإبراز جزء محدد من الصورة وتمويه الأجزاء الأخرى.

## العوامل المؤثرة في عمق الحقل (عمق الميدان)
1. فتحة العدسة: كلما كانت الفتحة أكبر (برقم F أقل) كلما كان عزل الخلفية أكثر فيقل عمق الميدان وكلما صغرت الفتحة وصارت أضيق كان عمق الميدان أكبر والخلفية واضحة المعالم.
2. المسافة بين العدسة والهدف: كلما كان الهدف أقرب إلى العدسة أصبحت الخلفية معزولة أكثر وخارج التركيز وكلما ابتعد الهدف أصبحت الخلفية وعمق الميدان أكثر وضوحا.
3. البعد البؤري للعدسة: كلما كان البعد البؤري أكبر أصبحت الخلفية خارج التركيز الهدف معزول عن الميدان